# Wayne Stahl
Wayne Stahl é um político norte-americano  membro da Câmara dos Representantes de Montana, representa o 35º Distrito desde 2004. É membro do Partido Republicano.

## Comitês
2011-2012, e 2009-2010
- Relações com o governo federal, energia e telecomunicações
- Governo local
- Tributação